# Andover (Massachusetts)
Andover é uma cidade no condado de Essex, Massachusetts, Estados Unidos. Faz parte da área estatística metropolitana de Boston-Cambridge-Quincy, Massachusetts-New Hampshire.
No ano de 1636, a cidade era um assentamento chamado de Cochichawicke. Em 1646, a cidade foi incorporada e passou a adotar a atual denominação, Andover.
No censo do ano de 2018, a população era de 35.609 pessoas.